# بورغ باش
بورغ باش (بالدنماركية: Børge Bach)‏ (20 يناير 1945 - 7 يونيو 2016) هو مدرب كرة قدم ولاعب كرة قدم دانمركي في مركز الوسط.

## وصلات خارجية
- بورغ باش على موقع قاعدة بيانات كرة القدم.إي يو (الإنجليزية)
- بورغ باش على موقع ناشيونال فوتبول تيمز (الإنجليزية)
- بورغ باش على موقع عالم كرة القدم.نت (الإنجليزية)